# Liste der Kulturdenkmale in Berlin-Lichtenrade

Lage von Lichtenrade in Berlin

In der Liste der Kulturdenkmale von Berlin-Lichtenrade sind die Kulturdenkmale des Berliner Ortsteils Lichtenrade im Bezirk Tempelhof-Schöneberg aufgeführt.

## Denkmalbereiche (Ensembles)
| Nr.      | Lage                                                                                   | Offizielle Bezeichnung | Bestandteile / Beschreibung                                                                                  | Bild |
| -------- | -------------------------------------------------------------------------------------- | --- | --- | ---- |
| 09030085 | Alt-Lichtenrade 97/99, 101–106, 111–115, 117–118 Marienfelder Straße 1–3, 85–87 (Lage) | Dorfanger Alt-Lichtenrade Baudenkmale siehe: Alt-Lichtenrade 104, 106, 111, 112, 113/115, 118, Dorfkirche Gesamtanlage siehe: Alt-Lichtenrade 97 | Gasleuchten                                                                                                  |      |
| 09030085 | Alt-Lichtenrade 97/99, 101–106, 111–115, 117–118 Marienfelder Straße 1–3, 85–87 (Lage) | Dorfanger Alt-Lichtenrade Baudenkmale siehe: Alt-Lichtenrade 104, 106, 111, 112, 113/115, 118, Dorfkirche Gesamtanlage siehe: Alt-Lichtenrade 97 | Weitere Bestandteile des Ensembles:                                                                          |      |
| 09030085 | Alt-Lichtenrade 97/99, 101–106, 111–115, 117–118 Marienfelder Straße 1–3, 85–87 (Lage) | Dorfanger Alt-Lichtenrade Baudenkmale siehe: Alt-Lichtenrade 104, 106, 111, 112, 113/115, 118, Dorfkirche Gesamtanlage siehe: Alt-Lichtenrade 97 | 09076017 – Alt-Lichtenrade, Dorfanger                                                                        |      |
| 09030085 | Alt-Lichtenrade 97/99, 101–106, 111–115, 117–118 Marienfelder Straße 1–3, 85–87 (Lage) | Dorfanger Alt-Lichtenrade Baudenkmale siehe: Alt-Lichtenrade 104, 106, 111, 112, 113/115, 118, Dorfkirche Gesamtanlage siehe: Alt-Lichtenrade 97 | Teich |      |
| 09030085 | Alt-Lichtenrade 97/99, 101–106, 111–115, 117–118 Marienfelder Straße 1–3, 85–87 (Lage) | Dorfanger Alt-Lichtenrade Baudenkmale siehe: Alt-Lichtenrade 104, 106, 111, 112, 113/115, 118, Dorfkirche Gesamtanlage siehe: Alt-Lichtenrade 97 | 09030094 – Alt-Lichtenrade 99, Mietshaus, 1903–1904 von Willy Kind                                           |      |
| 09030085 | Alt-Lichtenrade 97/99, 101–106, 111–115, 117–118 Marienfelder Straße 1–3, 85–87 (Lage) | Dorfanger Alt-Lichtenrade Baudenkmale siehe: Alt-Lichtenrade 104, 106, 111, 112, 113/115, 118, Dorfkirche Gesamtanlage siehe: Alt-Lichtenrade 97 | 09030097 – Alt-Lichtenrade 103, Jugendfreizeitheim, 1953–1954                                                |      |
| 09030085 | Alt-Lichtenrade 97/99, 101–106, 111–115, 117–118 Marienfelder Straße 1–3, 85–87 (Lage) | Dorfanger Alt-Lichtenrade Baudenkmale siehe: Alt-Lichtenrade 104, 106, 111, 112, 113/115, 118, Dorfkirche Gesamtanlage siehe: Alt-Lichtenrade 97 | 09030099 – Alt-Lichtenrade 105, Gemeindehaus, 1920–1929                                                      |      |
| 09030085 | Alt-Lichtenrade 97/99, 101–106, 111–115, 117–118 Marienfelder Straße 1–3, 85–87 (Lage) | Dorfanger Alt-Lichtenrade Baudenkmale siehe: Alt-Lichtenrade 104, 106, 111, 112, 113/115, 118, Dorfkirche Gesamtanlage siehe: Alt-Lichtenrade 97 | 09030104 – Alt-Lichtenrade 114, Werkstattgebäude, 1920–1929                                                  |      |
| 09030085 | Alt-Lichtenrade 97/99, 101–106, 111–115, 117–118 Marienfelder Straße 1–3, 85–87 (Lage) | Dorfanger Alt-Lichtenrade Baudenkmale siehe: Alt-Lichtenrade 104, 106, 111, 112, 113/115, 118, Dorfkirche Gesamtanlage siehe: Alt-Lichtenrade 97 | 09030105 – Alt-Lichtenrade 117, Bauernhaus, 1856–1899                                                        |      |
| 09030085 | Alt-Lichtenrade 97/99, 101–106, 111–115, 117–118 Marienfelder Straße 1–3, 85–87 (Lage) | Dorfanger Alt-Lichtenrade Baudenkmale siehe: Alt-Lichtenrade 104, 106, 111, 112, 113/115, 118, Dorfkirche Gesamtanlage siehe: Alt-Lichtenrade 97 | Nicht konstituierende Bestandteile des Ensembles: Marienfelder Straße 85, 86                                 |      |
| 09065336 | Bahnhofstraße 30–33A Steinstraße 41–44 (Lage)                                          | S-Bahnhof Lichtenrade Baudenkmale siehe: Bahnhofstraße 32, 33–33A Steinstraße 41                                                                 | Bahnhofsgebäude und Beamtenwohnhaus, Landhaus Lichtenrade mit Garten, Mälzerei der Schloßbrauerei Schöneberg |      |

## Denkmalbereiche (Gesamtanlagen)
| Nr.      | Lage                                                                 | Offizielle Bezeichnung                                                      | Bestandteile                                                                                   | Bild                   |
| -------- | -------------------------------------------------------------------- | --------------------------------------------------------------------------- | ---------------------------------------------------------------------------------------------- | ---------------------- |
| 09030092 | Alt-Lichtenrade 97 (Lage)                                            | Feuerwache Lichtenrade Bestandteil des Ensembles: Dorfanger Alt-Lichtenrade | Feuerwehrhaus, 1909–1910 von Friedrich Eckler, Umbau 1926 und 1953–1954                        | Feuerwache Lichtenrade |
| 09030092 | Alt-Lichtenrade 97 (Lage)                                            | Feuerwache Lichtenrade Bestandteil des Ensembles: Dorfanger Alt-Lichtenrade | Pferdestall und Steigerturm, war einst eigenständiges Baudenkmal                               |                        |
| 09030113 | Hohenzollernstraße 15 Rohrbachstraße 11, 14 Wolziger Zeile 64 (Lage) | Diakonissenhaus Salem                                                       | Mutterhaus, 1905–1906 von Reinhold Schober, Umbau 1936–1937 von Jürgen Johannes Bachmann, 1977 |                        |
| 09030113 | Hohenzollernstraße 15 Rohrbachstraße 11, 14 Wolziger Zeile 64 (Lage) | Diakonissenhaus Salem                                                       | Saalanbau, 1934 von Jürgen Bachmann                                                            |                        |
| 09030113 | Hohenzollernstraße 15 Rohrbachstraße 11, 14 Wolziger Zeile 64 (Lage) | Diakonissenhaus Salem                                                       | Alten- und Siechenheim Emmaus, 1906–1907 von Reinhold Schober, Umbau 1958                      |                        |
| 09030113 | Hohenzollernstraße 15 Rohrbachstraße 11, 14 Wolziger Zeile 64 (Lage) | Diakonissenhaus Salem                                                       | Pfarrhaus, 1906–1907 von Reinhold Schober                                                      |                        |
| 09097762 | Briesingstraße 6 Pfarrer-Lütkehaus-Platz 1 (Lage)                    | Kath. Salvatorkirche und ehemaliges Christophorus-Kinderkrankenhaus         | Kath. Salvatorkirche, 1932–1933 von Bernhard Hertel, 1955–1956 von Heinrich Kosina             |                        |
| 09097762 | Briesingstraße 6 Pfarrer-Lütkehaus-Platz 1 (Lage)                    | Kath. Salvatorkirche und ehemaliges Christophorus-Kinderkrankenhaus         | Pfarr- und Gemeindehaus                                                                        |                        |
| 09097762 | Briesingstraße 6 Pfarrer-Lütkehaus-Platz 1 (Lage)                    | Kath. Salvatorkirche und ehemaliges Christophorus-Kinderkrankenhaus         | Christophorus-Kinderkrankenhaus, 1930-1933 von Josef Bischof                                   |                        |
| 09097762 | Briesingstraße 6 Pfarrer-Lütkehaus-Platz 1 (Lage)                    | Kath. Salvatorkirche und ehemaliges Christophorus-Kinderkrankenhaus         | Notkirche, 1924–1925 von Bernhard Hertel, später Ärztehaus                                     |                        |

## Baudenkmale
| Nr.      | Lage                                               | Offizielle Bezeichnung                                                          | Beschreibung                                                                     | Bild                                                                      |  |
| -------- | -------------------------------------------------- | ------------------------------------------------------------------------------- | -------------------------------------------------------------------------------- | ------------------------------------------------------------------------- |  |
| 09030087 | Alt-Lichtenrade 76 (Lage)                          | Bauernhaus                                                                      | 1897 von Gustav Haufe                                                            |                                                                           |  |
| 09030088 | Alt-Lichtenrade 81 (Lage)                          | Büdnerhaus                                                                      | um 1840                                                                          |                                                                           |  |
| 09030089 | Alt-Lichtenrade 82 (Lage)                          | Büdnerhaus                                                                      | um 1860                                                                          |                                                                           |  |
| 09030091 | Alt-Lichtenrade 92/94 (Lage)                       | Mietshaus und Schmiede                                                          | Mietshaus um 1890                                                                |                                                                           |  |
| 09030091 | Alt-Lichtenrade 92/94 (Lage)                       | Mietshaus und Schmiede                                                          | Schmiede 1866                                                                    |                                                                           |  |
| 09030093 | Alt-Lichtenrade 98 (Lage)                          | Bauernhaus                                                                      | Bauernhaus mit Einfriedung, um 1860, Umbau 1909                                  |                                                                           |  |
| 09030093 | Alt-Lichtenrade 98 (Lage)                          | Bauernhaus                                                                      | Stall                                                                            |                                                                           |  |
| 09030098 | Alt-Lichtenrade 104 (Lage)                         | Bauernhaus Bestandteil des Ensembles: Dorfanger Alt-Lichtenrade                 | um 1880, Umbau 1951–1956                                                         |                                                                           |  |
| 09030100 | Alt-Lichtenrade 106 Marienfelder Straße 1–3 (Lage) | Bauernhaus Bestandteil des Ensembles: Dorfanger Alt-Lichtenrade                 | um 1880 Reinhold Schober, Umbau 1906 und 1910                                    |                                                                           |  |
| 09030086 | Alt-Lichtenrade 109 (Lage)                         | Dorfkirche Lichtenrade Bestandteil des Ensembles: Dorfanger Alt-Lichtenrade     | Dorfkirche, 14. Jahrhundert, Turm, 1902 von Georg Schwartzkopff, Umbau 1947–1949 | Dorfkirche                                                                |  |
| 09030086 | Alt-Lichtenrade 109 (Lage)                         | Dorfkirche Lichtenrade Bestandteil des Ensembles: Dorfanger Alt-Lichtenrade     | Kirchhofsmauer                                                                   | Dorfkirche                                                                |  |
| 09030101 | Alt-Lichtenrade 111 (Lage)                         | Pfarrhaus und Remise Bestandteil des Ensembles: Dorfanger Alt-Lichtenrade       | um 1870, Erweiterung 1894, Umbau 1961                                            |                                                                           |  |
| 09030101 | Alt-Lichtenrade 111 (Lage)                         | Pfarrhaus und Remise Bestandteil des Ensembles: Dorfanger Alt-Lichtenrade       | Remise                                                                           |                                                                           |  |
| 09030102 | Alt-Lichtenrade 112 Marienfelder Straße 87 (Lage)  | Dorfkrug Bestandteil des Ensembles: Dorfanger Alt-Lichtenrade                   | Wohnhaus und Gaststätte, 2. Hälfte 19. Jahrhundert                               |                                                                           |  |
| 09030102 | Alt-Lichtenrade 112 Marienfelder Straße 87 (Lage)  | Dorfkrug Bestandteil des Ensembles: Dorfanger Alt-Lichtenrade                   | Tanzsaal, 1901, 1906                                                             |                                                                           |  |
| 09030102 | Alt-Lichtenrade 112 Marienfelder Straße 87 (Lage)  | Dorfkrug Bestandteil des Ensembles: Dorfanger Alt-Lichtenrade                   | Stall, 1901, 1906                                                                |                                                                           |  |
| 09030103 | Alt-Lichtenrade 113/115 (Lage)                     | Bauernhaus Bestandteil des Ensembles: Dorfanger Alt-Lichtenrade                 | um 1850, Umbauten 1920 und 1937–1938 von Hellmut Delius                          |                                                                           |  |
| 09030106 | Alt-Lichtenrade 118 (Lage)                         | Gehöft mit Bauernhaus Bestandteil des Ensembles: Dorfanger Alt-Lichtenrade      | um 1840, Erweiterung 1900                                                        |                                                                           |  |
| 09030106 | Alt-Lichtenrade 118 (Lage)                         | Gehöft mit Bauernhaus Bestandteil des Ensembles: Dorfanger Alt-Lichtenrade      | Stall, um 1900                                                                   |                                                                           |  |
| 09030106 | Alt-Lichtenrade 118 (Lage)                         | Gehöft mit Bauernhaus Bestandteil des Ensembles: Dorfanger Alt-Lichtenrade      | Scheune, um 1900                                                                 |                                                                           |  |
| 09030107 | Alt-Lichtenrade 121 (Lage)                         | Bauernhaus                                                                      | 1856–1899                                                                        |                                                                           |  |
| 09030108 | Alt-Lichtenrade 132 (Lage)                         | Wohnhaus mit Einfriedung und Vorgarten                                          | 1926–1927 von Fritz Bräuning, Umbau 1965 und 1986                                |                                                                           |  |
| 09030109 | Bahnhofstraße 5–6 (Lage)                           | Postamt 49                                                                      | 1930–1931 von Willy Hoffmann                                                     |                                                                           |  |
| 09030110 | Bahnhofstraße 16 Rehagener Straße (Lage)           | Wohnhaus                                                                        | 1907–1908 von Reinhold Schober                                                   |                                                                           |  |
| 09065337 | Bahnhofstraße 32 (Lage)                            | Landhaus Lichtenrade Bestandteil des Ensembles: Bahnhofstraße                   | Wirtshaus der Schloßbrauerei Schöneberg, 1893–1894,                              |                                                                           |  |
| 09065337 | Bahnhofstraße 32 (Lage)                            | Landhaus Lichtenrade Bestandteil des Ensembles: Bahnhofstraße                   | Garten                                                                           |                                                                           |  |
| 09065337 | Bahnhofstraße 32 (Lage)                            |                                                                                 | Denkmalverlust:                                                                  | Anbauten, 1899 von Zimmermeister Carl Haufe und Bautechniker Gustav Haufe |  |
| 09065337 | Bahnhofstraße 32 (Lage)                            | Tanzsaal, 1899                                                                  | Denkmalverlust:                                                                  |                                                                           |  |
| 09030111 | Eisnerstraße 52 (Lage)                             | Gleichrichterwerk                                                               | 1937–1939 von Richard Brademann                                                  |                                                                           |  |
| 09030112 | Falckensteinstraße 10 (Lage)                       | Haus Mohrmann                                                                   | 1939–1940 von Hans Scharoun (siehe auch Gartendenkmal Garten des Wohnhauses)     |                                                                           |  |
| 09030114 | John-Locke-Straße 45 (Lage)                        | Pumpwerk Lichtenrade                                                            | 1928–1929                                                                        |                                                                           |  |
| 09030115 | Krügerstraße 35 (Lage)                             | Wohnhaus und Nebengebäude                                                       | 1903 von Friedrich Krüger                                                        |                                                                           |  |
| 09030115 | Krügerstraße 35 (Lage)                             | Wohnhaus und Nebengebäude                                                       | Nebengebäude                                                                     |                                                                           |  |
| 09030116 | Lichtenrader Damm 225 (Lage)                       | Bauernhof mit Remise und Stall                                                  | Bauernhof um 1860                                                                |                                                                           |  |
| 09030116 | Lichtenrader Damm 225 (Lage)                       | Bauernhof mit Remise und Stall                                                  | Remise und Stall um 1890                                                         |                                                                           |  |
| 09097761 | S-Bahnhof Lichtenrade (Lage)                       | S-Bahnhof Lichtenrade Bestandteil des Ensembles: Bahnhofstraße                  | Bahnhofsgebäude, 1892                                                            | S-Bahnhof Lichtenrade                                                     |  |
| 09097761 | S-Bahnhof Lichtenrade (Lage)                       | S-Bahnhof Lichtenrade Bestandteil des Ensembles: Bahnhofstraße                  | Beamtenwohnhaus, 1892                                                            |                                                                           |  |
| 09097761 | S-Bahnhof Lichtenrade (Lage)                       | S-Bahnhof Lichtenrade Bestandteil des Ensembles: Bahnhofstraße                  | Mittelbahnsteig mit Mobiliar, 1909–1910                                          | S-Bahnhof Lichtenrade                                                     |  |
| 09097761 | S-Bahnhof Lichtenrade (Lage)                       | S-Bahnhof Lichtenrade Bestandteil des Ensembles: Bahnhofstraße                  | Nebengebäude                                                                     | S-Bahnhof Lichtenrade                                                     |  |
| 09097761 | S-Bahnhof Lichtenrade (Lage)                       | S-Bahnhof Lichtenrade Bestandteil des Ensembles: Bahnhofstraße                  | Zugangshäuschen                                                                  | S-Bahnhof Lichtenrade                                                     |  |
| 09097761 | S-Bahnhof Lichtenrade (Lage)                       | S-Bahnhof Lichtenrade Bestandteil des Ensembles: Bahnhofstraße                  | 2 Fahrradschuppen                                                                |                                                                           |  |
| 09097760 | Schwebelstraße 22 (Lage)                           | Kath. Kirche Zu den heiligen Märtyrern von Afrika                               | Kirche, 1975–1977 von Hans Schädel und Hermann Jünemann                          |                                                                           |  |
| 09097760 | Schwebelstraße 22 (Lage)                           | Kath. Kirche Zu den heiligen Märtyrern von Afrika                               | Nebengebäude                                                                     |                                                                           |  |
| 09097760 | Schwebelstraße 22 (Lage)                           | Kath. Kirche Zu den heiligen Märtyrern von Afrika                               | Brunnen                                                                          |                                                                           |  |
| 09030117 | Steinstraße 41 (Lage)                              | Mälzerei der Schloßbrauerei Schöneberg Bestandteil des Ensembles: Bahnhofstraße | 1898 von Wilhelm Walther                                                         | Mälzerei                                                                  |  |

## Gartendenkmale
| Nr.      | Lage                         | Offizielle Bezeichnung | Beschreibung                                                   | Bild                             |
| -------- | ---------------------------- | ---------------------- | -------------------------------------------------------------- | -------------------------------- |
| 09046267 | Falckensteinstraße 10 (Lage) | Hausgarten             | 1939 von Hermann Mattern (siehe auch Baudenkmal Haus Mohrmann) | Hausgarten Falckensteinstraße 10 |

## Ehemalige Denkmale
| Nr.       | Lage                                                  | Offizielle Bezeichnung      | Beschreibung | Bild |
| --------- | ----------------------------------------------------- | --------------------------- | ------------ | ---- |
| unbekannt | Alt-Lichtenrade 85 Groß-Ziethener Straße 39/41 (Lage) | Bauernhaus und Stallgebäude | um 1885      |      |
| unbekannt | Alt-Lichtenrade 85 Groß-Ziethener Straße 39/41 (Lage) | Bauernhaus und Stallgebäude | Stallgebäude |      |
| unbekannt | Alt-Lichtenrade 117 (Lage)                            | Siedlungsreste              | Bronzezeit   |      |